# Батальон имени Спартака
Батальон имени Спартака — военное формирование большевистских повстанцев, которое в 1919 году вело бои против армии УНР, принимало активное участие в установлении советской власти на территории современного Черкасского района и подавлении Григорьевского восстания.
Летом 1918 года Феофан Ильин, уроженец села Яснозорье, вёл активную работу по созданию большевистских революционно-военных отрядов на территории современного Черкасского района. При поддержке Черскасского военно-революционного комитета им были созданы Мошенский, Шелепуховский и Яснозорский отряды. Последним он командовал сам. В ноябре 1918 года эти отряды занимались поднятием восстания в ряде окрестных волостей, громили местные помещичьи имения. В начале 1919 года эти отряды были объединены в один под руководством Феофана Ильина. Впоследствии объединённый отряд прибыл в Черкассы и расположился в районе современного перекрёстка улиц Новопречистенской и Гоголя.
Формирование занималось проникновением военных под прикрытием в полки армии УНР. Как результат, 25 января 1919 года они подняли восстание в Корсунском и Черкасском полках, после чего эти отряды перешли на сторону большевиков. Вообще, отряд занимался установлением советской власти на территории современного Черкасского района. Впоследствии вместе с Жаботинским отрядом Кулаковского отряд Ильина участвовал в боях против военных отрядов УНР под Смелой и на станции Бобринская. После этих боёв два отряда были объединены в один батальон имени Спартака под руководством Ильина. Он нёс службу в Черкассах и окрестностях города.
В феврале 1919 года батальон подавил восстание в Ташлыке и Златополе. Из-за успехов высшее руководство посталвило батальону задачу по обезвреживанию противников советской власти военных отрядов по всей Украине. Так, была создана специальная группа во главе с Левком Ковалевским, которая вела бои по маршруту Черкассы — Гребенка — Киев — Фастов — Белая Церковь — Смела-Черкассы. Наибольшими успехами группа отличилась в районе посёлка Барышевка, города Борисполь, села Мотовиловки и посёлка Ракитное. В это время главные силы батальона вели бои против отряда Трепера в районе Канева. В мае 1919 года батальон имени Спартака участвовал в подавлении Григорьевского восстания. Для помощи были направлены отряды из Полтавы, Лохвицы, Пирятина, а позже и регулярные войска Красной армии и Днепровская военная флотилия. После разгрома отрядов Матвея Григорьева, 31 мая Феофана Ильина был убит в его родном селе, а сам батальон переименован в Черкасский караульный. Командиром нового формирования стал Тараненко, также уроженец Яснозорья, до этого являвшийся заместителем Ильина. Во время боёв 17 августа 1919 г. с деникинцами батальон перестал существовать. Большая часть военнослужащих была убита, некоторые вернулись по домам, часть отступила на Киев вместе с 11 Черкасскими пехотными командирскими курсами.